# Liga Española de Baloncesto 1977-1978
La Liga Española de Baloncesto 1977-1978 è stata la 22ª edizione del massimo campionato spagnolo di pallacanestro maschile. La vittoria finale è stata ad appannaggio della Juventud Badalona.

## Risultati

### Stagione regolare
|     | Squadra              | G  | V  | N | P  | PF    | PS    | P.ti | Qualificazione                 |
| --- | -------------------- | -- | -- | - | -- | ----- | ----- | ---- | ------------------------------ |
| 1.  | Juventud Badalona    | 22 | 20 | 0 | 2  | 2.135 | 1.823 | 40   |                                |
| 2.  | Real Madrid          | 22 | 19 | 0 | 3  | 2.446 | 1.781 | 38   |                                |
| 3.  | Barcellona           | 22 | 19 | 0 | 3  | 2.185 | 1.824 | 38   |                                |
| 4.  | Cotonificio Badalona | 22 | 12 | 1 | 9  | 1.908 | 1.973 | 25   |                                |
| 5.  | CE Manresa           | 22 | 9  | 1 | 12 | 1.889 | 1.989 | 19   |                                |
| 6.  | Askatuak             | 22 | 7  | 3 | 12 | 1.833 | 1.991 | 17   |                                |
| 7.  | Estudiantes          | 22 | 8  | 1 | 13 | 2.005 | 2.054 | 17   |                                |
| 8.  | UDR Pineda           | 22 | 8  | 0 | 14 | 1.968 | 2.112 | 16   |                                |
| 9.  | Areslux Granollers   | 22 | 7  | 1 | 14 | 1.905 | 1.993 | 15   |                                |
| 10. | CD Basconia          | 22 | 7  | 1 | 14 | 1.781 | 2.072 | 15   |                                |
| 11. | UE Mataró            | 22 | 6  | 1 | 15 | 1.841 | 2.034 | 13   | retrocesse in Segunda División |
| 12. | L'Hospitalet         | 22 | 5  | 1 | 16 | 1.760 | 2.010 | 11   | retrocesse in Segunda División |

| Liga Española de Baloncesto 1977-1978 |
| ------------------------------------- |
| Juventud Badalona 2º titolo           |

## Formazione vincitrice
| N° | Naz.                   | Ruolo | Sportivo                   |  | Alt. |  |
| -- | ---------------------- | ----- | -------------------------- |  | ---- |  |
| 4  | Spagna (bandiera)      | C     | Luis Miguel Santillana     |  | 205  |  |
| 5  | Spagna (bandiera)      | AC    | José María Ferrer Vilanova |  |      |  |
| 6  | Spagna (bandiera)      | G     | Javier Abadía              |  | 194  |  |
| 7  | Spagna (bandiera)      | AP    | Josep María Margall        |  | 198  |  |
| 8  | Spagna (bandiera)      | C     | Joan Filbá                 |  | 208  |  |
| 9  | Jugoslavia (bandiera)  | P     | Zoran Slavnić              |  | 180  |  |
| 10 | Spagna (bandiera)      | P     | Manuel Bosch               |  | 184  |  |
| 11 | Stati Uniti (bandiera) | C     | Ed Johnson                 |  | 203  |  |
| 12 | Spagna (bandiera)      | A     | Jordi Ribas                |  |      |  |
| 13 | Spagna (bandiera)      | A     | Lauro Mulá Vallejo         |  |      |  |
| 14 | Spagna (bandiera)      | AP    | Juan Ramón Fernández       |  | 195  |  |
|    | Spagna (bandiera)      | All.  | Antoni Serra               |  |      |  |